# Filippa von Coimbra und Urgell
Filippa von Coimbra und Urgell (* 1435 in Coimbra; † 25. Juli 1497 in Odivelas) war eine katalanische und portugiesische Adelige.

## Leben
Filippa von Coimbra war die jüngste Tochter des Herzogs und Regenten Peter von Portugal (1392–1449) und der Elisabeth von Urgell und Aragon, einer Tochter des Grafen Jakob II. von Urgell. Durch ihre Vorfahren war sie mit König Peter IV. von Aragón und mit König Eduard III. von England verwandt. In der Universitätsstadt Coimbra geboren, erhielt sie durch ihren Vater eine gute Erziehung und Bildung und erbte von ihm die Hausbibliothek, sie beherrschte mehrere Sprachen und schrieb und übersetzte selbst politische und religiöse Werke. Gemäß Mafalda Frade ist sie die erste bekannte Dichterin der portugiesischen Sprache.
Ihre Schwester Isabel von Portugal war mit König Alfons V. von Portugal verheiratet. Als Isabel im Alter von 23 Jahren starb, übernahm Filippa die Erziehung von deren drei unmündigen Kindern, unter ihnen der zukünftige König Johann II. von Portugal.
Im Jahr 1475 trat Filippa dem Zisterzienserorden bei; sie lebte jedoch nicht als Nonne, sondern als weltliches Konventmitglied im Kloster Mosteiro de San Dinis in Odivelas bei Lissabon, wo ihre Großmutter, Königin Filippa von Lancaster, zeitweise gelebt hatte und 1415 an der Pest gestorben war.